# Taenaris horsfieldii
Taenaris horsfieldii е вид пеперуда от семейство Многоцветници (Nymphalidae). Видът не е застрашен от изчезване.

## Разпространение
Разпространен е в Бруней, Индонезия (Калимантан и Ява), Малайзия (Западна Малайзия, Сабах и Саравак) и Филипини.